# Pieve di San Giuliano Milanese
La pieve di San Giuliano era il nome di un'antica pieve dell'Arcidiocesi di Milano e del ducato di Milano con capoluogo San Giuliano Milanese.
Il patrono era san Giuliano martire. La sua festa viene ancora oggi celebrata a San Giuliano Milanese il 16 febbraio.

## Storia
Le prime notizie relativamente alla costruzione di una chiesa dedicata a san Giuliano a San Giuliano Milanese, risalgono all'epoca longobarda, e tracce di questa costruzione si possono ravvisare ancora oggi presso le fondamenta della piccola chiesa di San Gregorio. Il capoluogo costituiva il secondo punto di posta all’ottavo miglio sulla strada di Melegnano, come era chiamata nel medioevo l’attuale statale Emilia e antica via Mediolanum-Placentia. L'istituzione della pieve è probabilmente da ricondursi all'XII secolo in quanto sappiamo che già dal XIII secolo il capitolo disponeva di un prevosto e di sette canonici, governando su molte chiese del circondario tra cui spiccava Melegnano. La decadenza della struttura della pieve iniziò con il 1442 quando proprio Melegnano divenne indipendente sotto l'aspetto religioso da San Giuliano e si costituì in pieve autonoma. Molti personaggi illustri furono prevosti in questa pieve, tra cui Bartolomeo della Capra, in seguito divenuto arcivescovo di Milano. Sul finire del Cinquecento entrarono nell'orbita della pieve anche l'abbazia di Viboldone, rinomato centro degli umiliati in Lombardia, e l'antica sede plebanea di Vigonzone che, con le annesse Torrevecchia e Zibido, divenne un'exclave della pieve di San Giuliano.
Col primo Rinascimento la pieve assunse anche una funzione amministrativa civile come ripartizione locale della provincia del Ducato di Milano, al fine di ripartire i carichi fiscali e provvedere all'amministrazione della giustizia. Rispetto al comparto ecclesiastico tuttavia, la pieve secolare si espanse significativamente a sud, andando a comprendere varie comunità di confine che nel Medioevo erano state contese a lungo fra Milano e Pavia e che la città meneghina, una volta avuta la meglio nella disputa, incorporò nel suo territorio politico, ma non ebbe interesse a fare altrettanto a livello religioso, rispetto al quale furono lasciate sotto la diocesi di Pavia e, più precisamente, nell'antica pieve cattolica di Bascapè.
Dopo il pluricentenario immobilismo corrispondente alla dominazione spagnola, il passaggio al governo austriaco aprì un'epoca di riforme di stampo illuministico. Fu in particolare nel 1786 che l'imperatore Giuseppe II decretò la divisione della pieve rettificando i confini provinciali e cercando di riportarli a quelli medievali. Una parte della pieve passò quindi in provincia di Pavia, anche se il nuovo assetto lasciava sotto Milano la comunità di Cerro religiosamente pavese, e spostava la succitata Torrevecchia sotto Pavia nonostante fosse di rito ambrosiano da tempo immemorabile. Se la riforma fu abrogata già nel 1791 una volta salito al trono l'imperatore Leopoldo II, l'operato giuseppino fu poi la base della definitiva sistemazione dei confini provinciali che avverrà nel 1815 e che in queste zone permane tuttora.
Se il comparto amministrativo fu cancellato con l'arrivo delle armate napoleoniche nel 1797, dopo il passaggio traumatico della rivoluzione francese la pieve religiosa decadde completamente nell'Ottocento e, con la nuova parrocchia di Vizzolo Predabissi del 1964, durante il novecento dovette affrontare la soppressione del 1972 dell'ente plebano voluta dal cardinale Giovanni Colombo il quale riordinò l'assetto diocesano in decanati che ancora oggi persistono come istituzioni territoriali.

## Territorio
Nella seconda metà del XVIII secolo, dopo l'annessione di Triginto e Melegnanello a Mediglia, e le incorporazioni di Balbiano e Caluzzano a Colturano, di Calvenzano a Vizzolo, della Cà Matta a Zunico, di Rocca Brivio a Santa Brera, di Villa Zurli a Mercugnano, di Gazzera a Cerro, e di Vigloè a Viboldone, il territorio della pieve era così suddiviso:
| Pieve civile | Pieve ecclesiastica                                              |
| Comune di San Giuliano Comune di Carpianello Comune di Zivido                                                     | Parrocchia prepositurale di San Giuliano                         |
| Comune di Bustighera                                                                                              | Parrocchia di Santa Maria Assunta                                |
| Comune di Carpiano Comune di Arcagnago Comune di Zunico                                                           | Parrocchia di San Martino                                        |
| Comune di Cerro                                                                                                   | --                                                               |
| Comune di Civesio Comune di Rancate Comune di Viboldone Comune di Videserto                                       | Parrocchia di Sant'Ambrogio                                      |
| Comune di Colturano                                                                                               | Parrocchia di San Giacomo maggiore                               |
| Comune di Mediglia Comune di Robbiano                                                                             | Parrocchia di Santo Stefano protomartire                         |
| Comune di Melegnano Comune di Mezzano Comune di Pedriano Comune di Riozzo Comune di Santa Brera Comune di Vizzolo | Parrocchia e prepositura della Natività di San Giovanni Battista |
| Comune di Mercugnano Comune di Canobbio Comune di Gavazzo Comune di Vigliano                                      | Parrocchia di San Martino                                        |
| Comune di Sesto Ulteriano                                                                                         | Parrocchia di San Marziano                                       |
| Comune di Bascapè Comune di Trognano                                                                              | --                                                               |
| Comune di Castel Lambro                                                                                           | --                                                               |
| Comune di Landriano                                                                                               | --                                                               |
| Comune di Mangialupo Comune di San Zeno e Foppa Comune di Villarzino                                              | --                                                               |
| Comune di Pairana                                                                                                 | --                                                               |
| Comune di Torre Vecchia                                                                                           | Parrocchia della Natività di Maria Vergine                       |
| Comune di Vigonzone                                                                                               | Parrocchia dei Santi Astanzio e Antoniano martiri                |
| -- | Parrocchia dei Santi Pietro e Paolo apostoli                     |

Nota: nella transitoria riforma dell’imperatore Giuseppe II, i comuni trasportati provvisoriamente sotto Pavia furono nella tabella sovrastante quelli da Bascapè in giù.